# Сиротине (Білопільський район)
Сиро́тине, — колишнє село в Україні, у Білопільському районі Сумської області. Підпорядковувалось Павлівській сільській раді.
18 січня 1988 року рішенням Сумської обласної ради зняте з обліку.